# General Luna (Quezon)
General Luna es un municipio filipino de cuarta clase, perteneciente a la provincia de Quezon, en la región de Calabarzon.

## Organización territorial
Se divide en nueve barangayes, a saber:
- Bacong Ibaba
- Bacong Ilaya
- Barangay 1
- Barangay 2
- Barangay 3
- Barangay 4
- Barangay 5
- Barangay 6
- Barangay 7
- Barangay 8
- Barangay 9
- Lavides
- Magsaysay
- Malaya
- Nieva
- Recto
- San Ignacio Ibaba
- San Ignacio Ilaya
- San Isidro Ibaba
- San Isidro Ilaya
- San José
- San Nicolás
- San Vicente
- Santa María Ibaba
- Santa María Ilaya
- Sumilang
- Villarica

## Demografía
En 2020, tenía censados 24 804 habitantes.